# Дегенфельд-Шонбург, Август фон
Граф Август Франц Иоганн Кристоф фон Дегенфельд-Шонбург (нем. August Franz Johann Christoph graf von Degenfeld-Schonburg; 1798—1876) — австрийский генерал-фельдцейхмейстер, военный министр.

## Биография
Сын генерал-майора австрийской армии Фридриха фон Дегенфельда, происходил из австрийско-венгерского графского рода, родился 10 декабря 1798 года в Надьканиже (Венгрия), где его отец командовал гарнизоном.

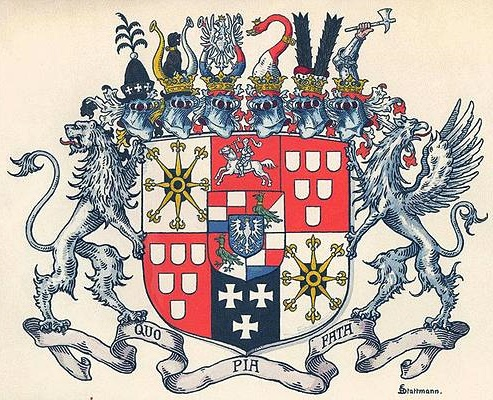
Герб рода Дегенфельдов

### Служба
В военную службу вступил в 1815 году в пехоту и принял участие в походе во Францию.
В 1835 году был произведён в майоры и несколько лет состоял адъютантом командующего войсками в Богемии. В апреле 1842 года произведён в полковники и назначен командиром 11-го пехотного полка.
1 июня 1848 года получил чин генерал-майора. В войну Австрии с Сардинией 1848—1849 годов командовал бригадой и отличился в сражениях при Кустоцце и Новаре, где произвёл решительную атака на Каза-Либерата. За этот подвиг он 26 марта 1850 года был награждён рыцарским крестом ордена Марии Терезии.
В октябре 1849 года произведён в фельдмаршал-лейтенанты с назначением вице-губернатором Майнца. С 1850 года Дегенфельд-Шонбург являлся начальником отдела в Военном министерстве, с 1855 года командовал 8-м армейским корпусом.
В кампании 1859 года Дегенфельд-Шонбург перевёл свой корпус в Южный Тироль, после чего был главнокомандующим войсками Венецианской области, а по окончании военных действий — командующим 2-й армией в Вероне.
Призванный в октябре 1860 году на пост военного министра, Дегенфельд-Шонбург тогда же был произведён в генерал-фельдцейхмейстеры и провёл ряд полезных реформ: новая постановка стрелкового дела, перевооружение армии новыми ружьями и саблей, введение учебной формы одежды, подготовка инженерных войск, улучшение санитарной и продовольственной части, организация полевых занятий, введение ежегодных лагерных сборов.
В 1864 году, вследствие разногласий с парламентом и членами министерства, оставил портфель министра, не закончив начатых реформ, формально он подал в отставку по состоянию здоровья.
В 1866 году, во время австро-прусской войны, Дегенфельд-Шонбург временно вернулся на военную службу и участвовал в мирных переговорах под Никольсбургом.
Скончался 5 декабря 1876 года в Альтмюнстере под Гмунденом.

## Семья
Дед: граф Август Христоф фон Дегенфельд-Шонбург (August Christoph von Degenfeld-Schonburg; 1730—1814), супруга: Фредерика Хелена Элизабет фон Ридезель (Friederike Helene Elisabeth von Riedesel; 1742—1811).
Отец: граф Фридрих Христоф фон Дегенфельд-Шонбург (Friedrich Christoph von Degenfeld-Schonburg; 1769—1848) — генерал-майор австрийской службы (31 марта 1814 года) и камергер (1802). Родился 30 сентября 1769 года в Штутгарте (Stuttgart, Wurtemberg). В 1784 году в возрасте 15 лет поступил на военную службу лейтенантом кирасирского полка Анспах (Kurassierregimente Anspach), в 1792 году — капитан, принимал участие в боевых действиях против французов в качестве адъютанта графа Вурмзера (Dagobert Sigismund Wurmser) (1724—1797), отличился в сражении при Ландау (Landau). В 1799 году — майор конно-егерского полка Бюсси фюр Боско (Jagerregimente zu Pferd Bussy fur Bosco), отличился в сражении при Маренго (Marengo), в 1805 году — полковник, сражался при Аустерлице (Austerlitz), в 1807 году вышел в отставку. В 1813 году возвратился к активной службе, 31 марта 1814 года — генерал-майор, 11 марта 1819 года вышел в отставку. Умер 9 февраля 1848 года в Гессен-Касселе (Hessen-Kassel) в возрасте 78 лет. Командор ордена Марии-Терезии (18 августа 1801 года), кавалер гессен-дармштадского ордена Людвига, гессен-кассельского ордена Золотого Льва и российского ордена Святой Анны 2-й степени.
Мать: графиня Луиза Шарлотта цу Эрбах-Эрбах (Louise Charlotte zu Erbach-Erbach, 1781—1830), в браке (20 ноября 1797) с Августом Христофом — пятеро детей:
- Август Франц Иоганн Христоф (August Franz Johann Christoph von Degenfeld-Schonburg; 1798—1876);
- Элизабет (Elisabeth von Degenfeld-Schonburg) (1802—1880);
- Паулина (Pauline von Degenfeld-Schonburg) (1803- ?);
- Адольф Христоф Христиан (Adolph Christoph Christian von Degenfeld-Schonburg) (1808—1887);
- Эмма (Emma von Degenfeld-Schonburg) (1809- ?)[1].

Двоюродный брат: граф Фердинанд-Кристоф фон Дегенфельд-Шонбург (Ferdinand-Christoph Graf von Degenfeld-Schonburg; 1802—1876) — вюртембергский дипломат. В 1835 г. поверенный в делах королевства Вюртемберг в С.-Петербурге; в 1844—1868 гг. посланник в Мюнхене.

### Предки
Давние предки Дегенфельдов, в частности, их вюртембергская линия — это дети от второго (1658), морганатического брака курфюрста Пфальцского Карла I Людвига (22.12.1617 — †28.08.1680) с Марией Луизой (28.11.1634 — †18.03.1677) — дочерью барона Христофа фон Дегенфельда. Баронесса родила курфюрсту 13 детей (выжило 5). В 1667 году Луиза фон Дегенфельд от имени своих потомков отказалась от любых претензий на наследство, и Карл Людвиг возвёл их в титул рауграфов. Одним из них был барон Фердинанд фон Дегенфельд (†1858, его супруга — Августа ф. Фрейштедт, 1780 †1861), который, как и его предки, родился в родовом имении Дегенфельд — в 3 км к северу от г. Вейсенштейн (земля Баден-Вюртемберг, ФРГ)

### Потомки
Среди потомков австрийской линии графов Дегенфельд-Шобурнов:
- графиня Анна (13.V.1849 †17.IX.1933), дочь графа Адольфа;
- граф фон Готтфрид (3.IV.1925 -?);
- графиня Паулина (18.XII.1875 †II.1953);
- граф Франц Иосиф (25.IX.1962 †10.X.2006)[5].

Самые известные в настоящее время Дегенфельды — владельцы дворца-отеля неподалёку от Токая, куда стремятся на дегустацию легендарных венгерских вин туристы со всего мира.

## Дегенфельды и Токай
Токай — винодельческий регион Венгрии, родина знаменитых токайских вин. Одной из самых известных династий, уже в середине XIX века игравших важную роль в развитии местной винодельческой традиции, стала семья графа Дегенфельда, имеющая немецко-венгерские корни. Вина, изготавливаемые из принадлежавших им виноградников, всегда славились отменным качеством. Потомки семьи вернулись в Венгрию в конце XX века, чтобы продолжить традицию.
В 2001 году в бывшем дворце графа Дегенфельда в городе Токай они открыли ресторан и небольшой пансион. В 2003 году в другом палаццо, находящемся в селе Тарцал, после реставрации распахнула двери гостиница-замок «Граф Дегенфельд» (Gróf Degenfeld Castle Hotel), интерьер которой славится крайней изысканностью: во всех номерах и холлах стоит мебель в стиле ампир, на стенах — старинные картины и люстры из венецианского стекла. Сигарный салон и библиотека достоверно воспроизводят атмосферу XIX века. Отель имеет собственный винный завод, где производятся знаменитые токайские вина, на завод устраиваются экскурсии с дегустациями.

## Памятные знаки
Бюст генералa фон Дегенфельд-Шонбургу установлен на мемориале Героев в Хельденберге (Нижняя Австрия)